# Keiren Westwood
Keiren Westwood (Manchester, 23 ottobre 1984) è un ex calciatore irlandese con cittadinanza britannica, di ruolo portiere.

## Carriera

### Club
Ha giocato nella prima e nella seconda divisione inglese.

### Nazionale
Viene convocato per gli Europei 2016 in Francia.

## Statistiche

### Presenze e reti nei club
Statistiche aggiornate al 17 marzo 2017.
| Stagione              | Squadra               | Campionato            | Campionato | Campionato | Coppe nazionali | Coppe nazionali | Coppe nazionali | Coppe continentali | Coppe continentali | Coppe continentali | Altre coppe | Altre coppe | Altre coppe | Totale | Totale |
| Stagione              | Squadra               | Comp                  | Pres       | Reti       | Comp            | Pres            | Reti            | Comp               | Pres               | Reti               | Comp        | Pres        | Reti        | Pres   | Reti   |
| --------------------- | --------------------- | --------------------- | ---------- | ---------- | --------------- | --------------- | --------------- | ------------------ | ------------------ | ------------------ | ----------- | ----------- | ----------- | ------ | ------ |
| 2004-2005             | Carlisle Utd          | FC                    | 4          | -2         | FACup+CdL       | 0               | 0               | -                  | -                  | -                  | FLT         | 3           | -3          | 7      | -5     |
| 2005-2006             | Carlisle Utd          | FL2                   | 35         | -30        | FACup+CdL       | 1+1             | -1 + -2         | -                  | -                  | -                  | FLT         | 7           | -8          | 44     | -41    |
| 2006-2007             | Carlisle Utd          | FL1                   | 46         | -55        | FACup+CdL       | 1+1             | -3 + -1         | -                  | -                  | -                  | FLT         | 0           | 0           | 48     | -59    |
| 2007-2008             | Carlisle Utd          | FL1                   | 46+2       | -46 + -3   | FACup+CdL       | 2+2             | -2 + -2         | -                  | -                  | -                  | FLT         | 0           | 0           | 52     | -53    |
| Totale Carlisle Utd   | Totale Carlisle Utd   | Totale Carlisle Utd   | 131+2      | -133 + -3  |                 | 8               | -11             |                    | -                  | -                  |             | 10          | -11         | 151    | -158   |
| 2008-2009             | Coventry City         | FLC                   | 46         | -56        | FACup+CdL       | 3+0             | -2              | -                  | -                  | -                  | -           | -           | -           | 49     | -58    |
| 2009-2010             | Coventry City         | FLC                   | 44         | -59        | FACup+CdL       | 2+0             | -3              | -                  | -                  | -                  | -           | -           | -           | 46     | -62    |
| 2010-2011             | Coventry City         | FLC                   | 41         | -49        | FACup+CdL       | 2+0             | -4              | -                  | -                  | -                  | -           | -           | -           | 43     | -53    |
| Totale Coventry City  | Totale Coventry City  | Totale Coventry City  | 131        | -164       |                 | 7               | -9              |                    | -                  | -                  |             | -           | -           | 138    | -173   |
| 2011-2012             | Sunderland            | PL                    | 9          | -11        | FACup+CdL       | 0+1             | -1              | -                  | -                  | -                  | -           | -           | -           | 10     | -12    |
| 2012-2013             | Sunderland            | PL                    | 0          | 0          | FACup+CdL       | 0+3             | -1              | -                  | -                  | -                  | -           | -           | -           | 3      | -1     |
| 2013-2014             | Sunderland            | PL                    | 10         | -22        | FACup+CdL       | 0+1             | 0               | -                  | -                  | -                  | -           | -           | -           | 11     | -22    |
| Totale Sunderland     | Totale Sunderland     | Totale Sunderland     | 19         | -33        |                 | 5               | -2              |                    | -                  | -                  |             | -           | -           | 24     | -35    |
| 2014-2015             | Sheffield Weds        | FLC                   | 44         | -46        | FACup+CdL       | 0               | 0               | -                  | -                  | -                  | -           | -           | -           | 44     | -46    |
| 2015-2016             | Sheffield Weds        | FLC                   | 34+3       | -27 + -2   | FACup+CdL       | 0               | 0               | -                  | -                  | -                  | -           | -           | -           | 37     | -29    |
| 2016-2017             | Sheffield Weds        | FLC                   | 43+2       | -40 + -1   | FACup+CdL       | 0               | 0               | -                  | -                  | -                  | -           | -           | -           | 45     | -41    |
| Totale Sheffield Weds | Totale Sheffield Weds | Totale Sheffield Weds | 121+5      | -113 + -3  |                 | 0               | 0               |                    | -                  | -                  |             | -           | -           | 126    | -116   |
| Totale carriera       | Totale carriera       | Totale carriera       | 409        | -449       |                 | 20              | -22             |                    | -                  | -                  |             | 10          | -11         | 439    | -482   |

### Cronologia presenze e reti in nazionale
| Cronologia completa delle presenze e delle reti in nazionale ― Irlanda | Cronologia completa delle presenze e delle reti in nazionale ― Irlanda | Cronologia completa delle presenze e delle reti in nazionale ― Irlanda | Cronologia completa delle presenze e delle reti in nazionale ― Irlanda | Cronologia completa delle presenze e delle reti in nazionale ― Irlanda | Cronologia completa delle presenze e delle reti in nazionale ― Irlanda | Cronologia completa delle presenze e delle reti in nazionale ― Irlanda | Cronologia completa delle presenze e delle reti in nazionale ― Irlanda |
| Data                                                                   | Città                                                                  | In casa                                                                | Risultato                                                              | Ospiti                                                                 | Competizione                                                           | Reti                                                                   | Note                                                                   |
| ---------------------------------------------------------------------- | ---------------------------------------------------------------------- | ---------------------------------------------------------------------- | ---------------------------------------------------------------------- | ---------------------------------------------------------------------- | ---------------------------------------------------------------------- | ---------------------------------------------------------------------- | ---------------------------------------------------------------------- |
| 29-5-2009                                                              | Londra                                                                 | Nigeria                                                                | 1 – 1                                                                  | Irlanda                                                                | Amichevole                                                             | -                                                                      | 46’                                                                    |
| 12-8-2009                                                              | Limerick                                                               | Irlanda                                                                | 0 – 3                                                                  | Australia                                                              | Amichevole                                                             | -1                                                                     | 67’                                                                    |
| 8-9-2009                                                               | Limerick                                                               | Irlanda                                                                | 1 – 0                                                                  | Sudafrica                                                              | Amichevole                                                             | -                                                                      |                                                                        |
| 25-5-2010                                                              | Dublino                                                                | Irlanda                                                                | 2 – 1                                                                  | Paraguay                                                               | Amichevole                                                             | -1                                                                     |                                                                        |
| 28-5-2010                                                              | Dublino                                                                | Irlanda                                                                | 3 – 0                                                                  | Algeria                                                                | Amichevole                                                             | -                                                                      | 86’                                                                    |
| 26-3-2011                                                              | Dublino                                                                | Irlanda                                                                | 2 – 1                                                                  | Macedonia                                                              | Qual. Euro 2012                                                        | -1                                                                     | 48’                                                                    |
| 29-3-2011                                                              | Dublino                                                                | Irlanda                                                                | 2 – 3                                                                  | Uruguay                                                                | Amichevole                                                             | -3                                                                     |                                                                        |
| 10-8-2011                                                              | Dublino                                                                | Irlanda                                                                | 0 – 0                                                                  | Croazia                                                                | Amichevole                                                             | -                                                                      | 64’                                                                    |
| 26-5-2012                                                              | Dublino                                                                | Irlanda                                                                | 1 – 0                                                                  | Bosnia ed Erzegovina                                                   | Amichevole                                                             | -                                                                      |                                                                        |
| 4-6-2012                                                               | Budapest                                                               | Ungheria                                                               | 0 – 0                                                                  | Irlanda                                                                | Amichevole                                                             | -                                                                      | 64’                                                                    |
| 15-8-2012                                                              | Belgrado                                                               | Serbia                                                                 | 0 – 0                                                                  | Irlanda                                                                | Amichevole                                                             | -                                                                      |                                                                        |
| 7-9-2012                                                               | Astana                                                                 | Kazakistan                                                             | 1 – 2                                                                  | Irlanda                                                                | Qual. Mondiali 2014                                                    | -1                                                                     |                                                                        |
| 12-10-2012                                                             | Dublino                                                                | Irlanda                                                                | 1 – 6                                                                  | Germania                                                               | Qual. Mondiali 2014                                                    | -6                                                                     |                                                                        |
| 16-10-2012                                                             | Tórshavn                                                               | Fær Øer                                                                | 1 – 4                                                                  | Irlanda                                                                | Qual. Mondiali 2014                                                    | -1                                                                     |                                                                        |
| 2-6-2013                                                               | Dublino                                                                | Irlanda                                                                | 4 – 0                                                                  | Georgia                                                                | Amichevole                                                             | -                                                                      |                                                                        |
| 14-8-2013                                                              | Cardiff                                                                | Galles                                                                 | 0 – 0                                                                  | Irlanda                                                                | Amichevole                                                             | -                                                                      |                                                                        |
| 15-11-2013                                                             | Dublino                                                                | Irlanda                                                                | 3 – 0                                                                  | Lettonia                                                               | Amichevole                                                             | -                                                                      |                                                                        |
| 7-6-2015                                                               | Dublino                                                                | Irlanda                                                                | 0 – 0                                                                  | Inghilterra                                                            | Amichevole                                                             | -                                                                      | 61’                                                                    |
| 31-8-2016                                                              | Dublino                                                                | Irlanda                                                                | 4 – 0                                                                  | Oman                                                                   | Amichevole                                                             | -                                                                      | 46’                                                                    |
| 28-3-2017                                                              | Dublino                                                                | Irlanda                                                                | 0 – 1                                                                  | Islanda                                                                | Amichevole                                                             | -1                                                                     |                                                                        |
| 4-6-2017                                                               | Dublino                                                                | Irlanda                                                                | 3 – 1                                                                  | Uruguay                                                                | Amichevole                                                             | -                                                                      | 46’                                                                    |
| Totale                                                                 |                                                                        | Presenze                                                               | 21                                                                     |                                                                        | Reti                                                                   | -15                                                                    |                                                                        |

## Palmarès

### Club

#### Competizioni nazionali
- Football League Two: 1

Carlisle Utd: 2005-2006

### Nazionale
- Nations Cup: 1

2011

### Individuale
- PFA Football League One Team of the Year: 1[5]

2007-2008
- PFA Football League Championship Team of the Year: 2[6]

2008-2009
2014-2015